# Kurundvad
Kurundvad (o Kurundwad, Kuruntvad) è una città dell'India di 21.325 abitanti, situata nel distretto di Kolhapur, nello stato federato del Maharashtra. In base al numero di abitanti la città rientra nella classe III (da 20.000 a 49.999 persone).

## Geografia fisica
La città è situata a 16° 41' 17 N e 74° 35' 29 E.

## Società

### Evoluzione demografica
Al censimento del 2001 la popolazione di Kurundvad assommava a 21.325 persone, delle quali 10.857 maschi e 10.468 femmine. I bambini di età inferiore o uguale ai sei anni assommavano a 2.484, dei quali 1.329 maschi e 1.155 femmine. Infine, coloro che erano in grado di saper almeno leggere e scrivere erano 16.078, dei quali 8.934 maschi e 7.144 femmine.